# Йованович, Мирослав (Народный герой Югославии)
Мирослав Йованович (серб. Мирослав Јовановић; 10 августа 1915, Пожаревац — 4 декабря 1943, Приеполье) — югославский партизан, участник Народно-освободительной войны Югославии, Народный герой Югославии.

## Биография
Мирослав Йованович родился 10 августа 1915 года в Пожареваце. Окончил школу в Пожареваце, поступил в Белградский университет на юридический факультет. В молодости увлёкся изучением марксизма, рано вступил в рабочее революционное движение. В 1939 году был принят в Коммунистическую партию Югославии, но в 1940 году перешёл на нелегальное положение ввиду запрета деятельности КПЮ и боязни быть арестованным.
В июле 1941 года Йованович как член Гроцкого горкома КПЮ начал трудиться для начала вооружённого выступления, с августа 1942 года занимал должность Младеновацкого райкома КПЮ. Нёс службу в Космайском партизанском отряде. После Первого антипартизанского наступления и отступления партизанских войск Мирослав покинул отряд, занявшись политической деятельностью.
С конца 1941 года до весны 1943 года Йованович занимал должность члена Белградского райкома, после чего стал секретарём Крагуевацкого горкома КПЮ. В середине 1943 года вернулся в НОАЮ, заняв должность политрука 1-го шумадийского батальона. 5 октября после формирования 1-й шумадийской бригады перешёл в 3-й батальон (в бригаду вошёл и 1-й батальон). 2 декабря занял должность командующего 3-го батальона.
4 декабря 1943 Мирослав оборонял мост через реку Лиму и дорогу на Приеполье. Против частей 2-й пролетарской дивизии были направлены части 1-й горнострелковой дивизии вермахта и немецкого легиона «Кремпер». Мирослав командовал батальоном и в упорном бою погиб.
6 декабря 1953, спустя 10 лет после своей смерти, был посмертно награждён званием Народного героя Югославии по указу Иосипа Броза Тито.